# Тілопо бангайський
Тілопо бангайський (Ptilinopus subgularis) — вид голубоподібних птахів родини голубових (Columbidae). Ендемік Індонезії. Індонезійські і сулайські тілопо раніше вважалися конспецифічним з бангайським тілопо.

## Опис
Довжина птаха становить 33-36 см. Голова, шия і нижня частина тіла сріблясто-сірі. На нижній частині грудей невелика охриста пляма. На горлі невелика темно-бордова пляма. Верхня частина тіла яскраво-зелена. Задня частина шиї поцяткована жовтувато-зеленими смугами. Гузка і нижні покривні пера хвоста темно-каштанові.

## Поширення і екологія
Бангайські тілопо є ендеміками Банґґайських островів. Вони живуть у вологих рівнинних тропічних лісах. Зустрічаються на висоті від 500 до 950 м над рівнем моря.

## Збереження
МСОП класифікує цей вид як вразливий. За оцінками дослідників, популяція бангайських тілопо становить від 3500 до 15000 птахів. Їм загрожує знищення природного середовища.